# Anarki
Anarki (av grekiska αναρχία/anarchía) är ett begrepp som används i två olika meningar:
1. Ett tillstånd som innebär frånvaro av härskare eller statsmakt.[1] Beteckningen används av anarkister i positiv bemärkelse om det ideala samhället.
2. Förvirring och kaos då statsförfall gör att lagar och/eller regeringmakten inte kan upprätthållas:[2] en negativt laddad beteckning.

Ordet anarkiskt betecknades av Marx ett tillstånd av okontrollerat kaos, men noga åtskilt från ordet anarkistiskt som används inom anarkismen för det eftersträvade samhället utan regering, an archos. Motsatsen till en anarkist är språkligt sett en arkist eller etatist, det vill säga en anhängare av auktoritet, makt och egendom.[källa behövs]